# Biberach an der Riß
Biberach an der Riß je velké okresní město v zemském okrese Biberach ve spolkové zemi Bádensko-Württembersko v Německu. Má 32 233 obyvatel (k 1. lednu 2015) a rozlohu 72,16 km².

## Geografie a poloha
Někdejší svobodné říšské město Biberach an der Riß se nachází asi 40 km na jih od města Ulm. Jedná se o správní sídlo a největší město okresu Biberach. Od 1. února 1962 je klasifikováno jako velké okresní město.
Město Biberach an der Riß leží v nadmořské výšce 533 m a nachází se mezi řekou Dunaj a Bodamským jezerem. Protéká přes ně řeka Riß.
Sousedí (ze severu ve směru hodinových ručiček) s obcí Warthausen, městem Ochsenhausen, obcemi Ummendorf, Hochdorf, Ingoldingen, Mittelbiberach, s městem Bad Schussenried a s obcemi Oggelshausen, Tiefenbach a Attenweiler.

## Památky a stavby
- Kostel sv. Martina – gotický městský kostel, postavený v letech 1337 až 1366, užívaný od 16. století katolíky i luterány
- Špitál sv. Ducha (Hospital zum heiligen Geist) – je největším palácem ve starém městě. Už v polovině 13. století sloužila jako charitativní zařízení. Dnes poskytuje přístřeší muzeu Braith-Mali-Museum
- Ulmer Tor – městská brána z roku 1365
- Termální lázně (Jordanbad) – založené roku 1470 jako nemocniční lázně. V roce 2003 byly zmodernizovány jako termální lázně se saunou.
- Weißgerberwalkmühle Kolesch am Bleicherbach – postaveno v roce 1699 – nejstarší a stále funkční kožařství v Německu

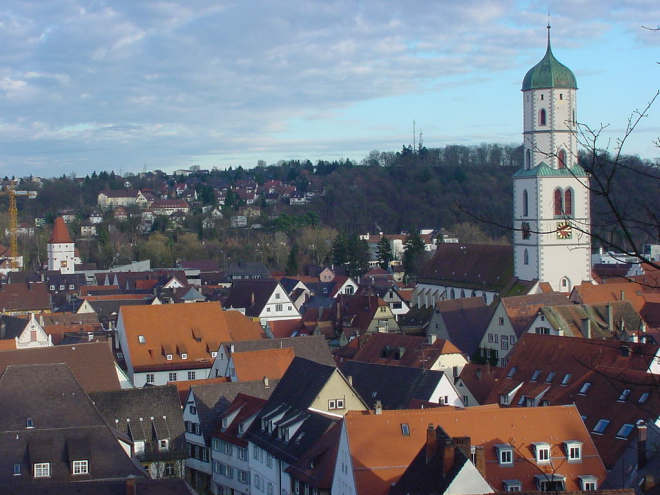
Biberach an der Riß
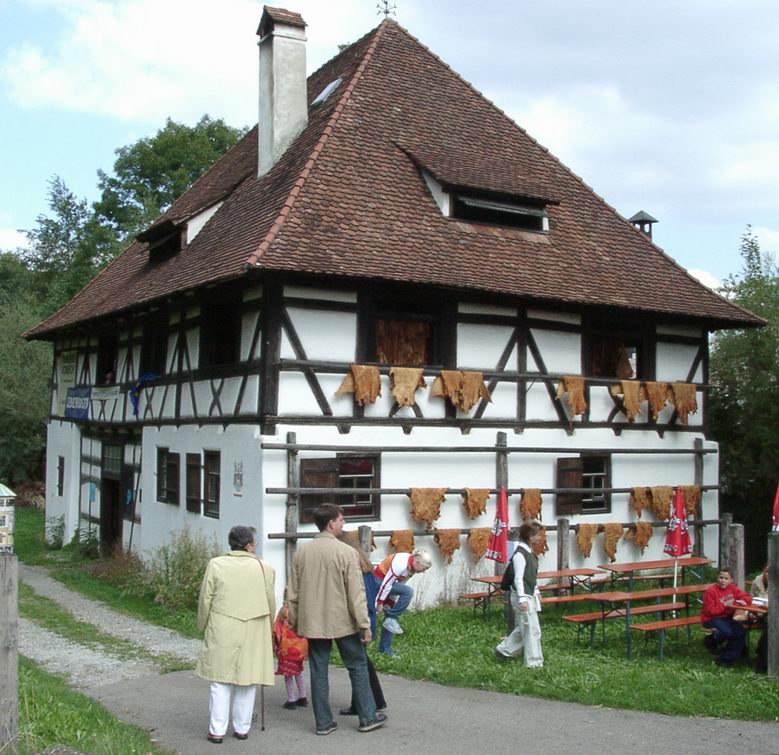
Weißgerberwalkmühle (kožařství z roku 1699)
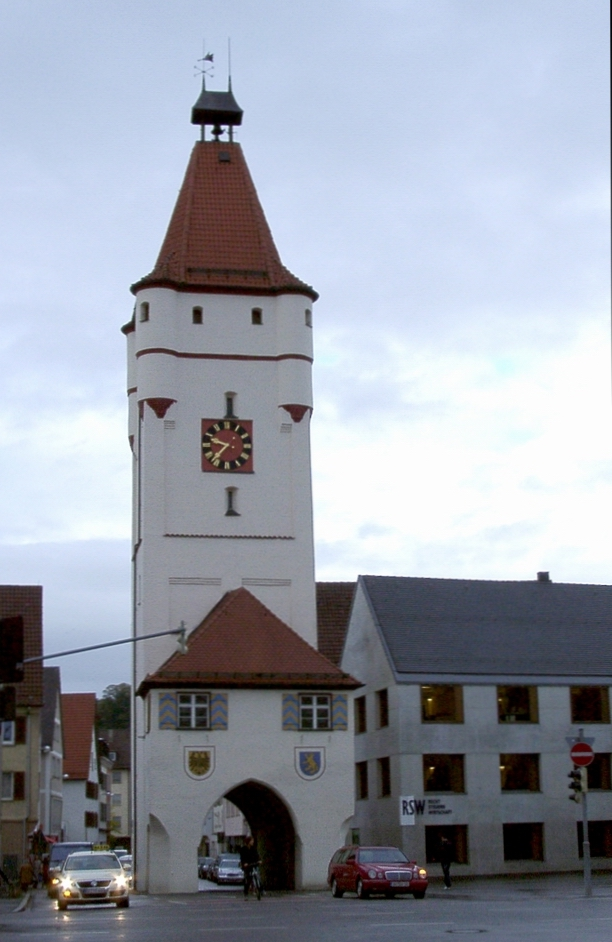
Ulmer Tor (městská brána)

## Firmy ve městě
Biberach an der Riß je sídlem několika světových firem:
- Boehringer Ingelheim – pobočka Biberach (farmaceutická firma)
- KaVo Dental GmbH (výrobce potřeb pro zubaře a zubní laboratoře s asi 3 300 zaměstnanci, je součástí amerického koncernu Danaher)
- Liebherr (výrobce stavebních strojů, jeřábů a rýpadel s asi 2 000 zaměstnanci)
- Firma Albert Handtmann (výrobky z kovových slitin, automobilový subdodavatel a výrobce potrubních systémů pro pivovary a techniky pro jatka)
- Robert Straub GmbH – má tu sídlo a hlavní správu – pronájem automobilů
- Gustav Gerster GmbH & Co KG (záclony a tkalcovský průmysl)

## Partnerská města
- Asti, Itálie
- Guernsey
- Świdnica, Polsko
- Telavi, Gruzie
- Distrikt Tendring, Essex, Anglie, Velká Británie
- Valence, Francie